# Сэйбер (танк)
Сэйбер (англ. Sabre, с англ. — «Сабля») — разведывательная машина семейства CVR(T) на базе FV101 Scorpion, отличается от FV101 Скорпион установленной башней разведывательной машины Фокс и комплексом вооружения: установлена 30-мм автоматическая пушка L21A1 RARDEN. Разработан Alvis Car and Engineering Company в Ковентри.
Данный танк был представлен как более дешёвый аналог FV107 Скимитэр, и с установленной башней более низкого профиля. Введён в эксплуатацию в 1995 году, но в процессе эксплуатации был выявлен ряд недостатков. В частности, отсутствовала возможность защиты. В связи с этим в башню были внесены изменения (переработаны установки дымовых гранат, а пулемёт L37A2 был заменён на скорострельный пулемёт L94A1. Так же было изменено расположение боеприпасов на боковое, что позволило быстрее перезаряжать пулемёт быстрее).
Эксперимент не был удачным и в 2004 году танк был снят с вооружения.